# لویو گیوری
لویو گیوری (انگلیسی: Lujo Györy; ۲۸ مهٔ ۱۹۳۰ – ۲۸ مارس ۲۰۱۲) بازیکن هندبال اهل کرواسی بود.